# とま雅和
とま 雅和（とま まさかず、Toma Masakazu） /　とま は、日本の漫画家。

## 来歴
1982年、『ガロ』10月号（第223号）に「愚の骨頂」が掲載される。 以降、『ガロ』誌上で数多くの短編を発表し、独特のタッチと世界観でカルト的な人気を得た。
1980年代から1990年代にかけて、オルタナティヴな作風で知られる漫画雑誌『ガロ』（青林堂）を中心に活動。ブラックユーモアやシュールな世界観を得意とし、「ガロ系作家」として知られる。

## 作風
社会の片隅を生きる人物たち、奇妙な日常、理不尽な現実といったテーマを独自の視点で描く。幻想的でありながら現実的な描写も多く、読後に不穏さとユーモアが同居する作風が特徴。

## 活動名義
現在は「とま」名義で活動している。大阪府出身・在住。

## イラストレーターとしての活動
近年はイラストレーターとしても活動しており、LINEスタンプ「或とき幽かに見えるキャンドリン」や「《心の代理おばけ》キャンドリン」などを制作している。

## 作品リスト

### 単行本
- 『バラ色ギャング』（青林工藝舎、2002年） ISBN 4-88379-113-0

収録作品：  「バラ色ギャング」「ラーメンの代金」「唐辛子の瓶詰」「愚の骨頂」「青い訓戒」「8Wの快楽」  「兵隊さんと椅子」「草葉の駅」「空中温泉」「捨てに行く日」「鉄管前の憂鬱」「ゼロの気配」「鬼と首がやって来た日」

### 掲載誌
- 『ガロ』1982年10月号（第223号）「愚の骨頂」 - デビュー作